# Campionato asiatico e oceaniano maschile di pallavolo 2001
L'XI campionato asiatico e oceaniano maschile di pallavolo si è svolto dal 9 al 16 settembre 2001 a Changwon, in Corea del Sud. Al torneo hanno partecipato 12 squadre nazionali asiatiche ed oceaniane e la vittoria finale è andata per la terza volta alla Corea del Sud.

## Sedi delle partite
L'impianto che ha ospitato le partite è:
|                                                                          |  |
|                                                                          |  |
| Changwon Indoor Gymnasium Città: Changwon Capienza: ? Anno d'apertura: ? |  |

## Gironi
Dopo la prima fase, le prime due classificate del girone A e C hanno acceduto al girone E, mentre le prime due classificate del girone B e D hanno acceduto al girone F, conservando il risultato dello scontro diretto; analogamente la terza classifica del girone A e C hanno acceduto al girone G, mentre la terza classificata del girone B e D hanno acceduto al girone H. Al termine della seconda fase, le prime due classificate dei gironi E e F hanno acceduto alle semifinali per il primo posto, mentre le ultime due classificate dei gironi E e F hanno acceduto alle semifinali per il quinto posto; le squadre del girone G e H hanno acceduto alle semifinali per il nono posto.
| Girone A                                | Girone B         | Girone C                                    | Girone D                |
| --------------------------------------- | ---------------- | ------------------------------------------- | ----------------------- |
| Arabia Saudita Corea del Sud Kazakistan | Cina India Qatar | Australia Emirati Arabi Uniti Taipei cinese | Giappone Hong Kong Iran |

## Fase finale

### Finali 1º e 3º posto
|  | Semifinali    | Semifinali    | Semifinali |           |               | Finale 1º/2º posto | Finale 1º/2º posto | Finale 1º/2º posto |  |
|  |               |               |            |           |               |                    |                    |                    |  |
|  | Corea del Sud | Corea del Sud | 3          |           |               |                    |                    |                    |  |
|  | Corea del Sud | Corea del Sud | 3          |           |               |                    |                    |                    |  |
|  | Cina          | Cina          | 0          |           |               |                    |                    |                    |  |
|  | Cina          | Cina          | 0          |           | Corea del Sud | Corea del Sud      | 3                  |                    |  |
|  |               |               |            |           | Corea del Sud | Corea del Sud      | 3                  |                    |  |
|  |               |               | Australia  | Australia | 1             |                    |                    |                    |  |
|  | Australia     | Australia     | Australia  | Australia | 1             | 3                  |                    |                    |  |
|  | Australia     | Australia     |            |           |               | 3                  |                    |                    |  |
|  | Giappone      | Giappone      | 0          |           |               | Finale 3º/4º posto | Finale 3º/4º posto | Finale 3º/4º posto |  |
|  | Giappone      | Giappone      | 0          |           |               |                    |                    |                    |  |
|  |               |               |            |           |               |                    |                    |                    |  |
|  |               |               |            |           |               | Cina               | Cina               | 1                  |  |
|  |               |               |            |           |               | Cina               | Cina               | 1                  |  |
|  |               |               |            |           |               | Giappone           | Giappone           | 3                  |  |

### Finali 5º e 7º posto
|  | Semifinali     | Semifinali     | Semifinali |      |               | Finale 5º/6º posto | Finale 5º/6º posto | Finale 5º/6º posto |  |
|  |                |                |            |      |               |                    |                    |                    |  |
|  | Taipei cinese  | Taipei cinese  | 3          |      |               |                    |                    |                    |  |
|  | Taipei cinese  | Taipei cinese  | 3          |      |               |                    |                    |                    |  |
|  | India          | India          | 0          |      |               |                    |                    |                    |  |
|  | India          | India          | 0          |      | Taipei cinese | Taipei cinese      | 1                  |                    |  |
|  |                |                |            |      | Taipei cinese | Taipei cinese      | 1                  |                    |  |
|  |                |                | Iran       | Iran | 3             |                    |                    |                    |  |
|  | Arabia Saudita | Arabia Saudita | Iran       | Iran | 3             | 1                  |                    |                    |  |
|  | Arabia Saudita | Arabia Saudita |            |      |               | 1                  |                    |                    |  |
|  | Iran           | Iran           | 3          |      |               | Finale 7º/8º posto | Finale 7º/8º posto | Finale 7º/8º posto |  |
|  | Iran           | Iran           | 3          |      |               |                    |                    |                    |  |
|  |                |                |            |      |               |                    |                    |                    |  |
|  |                |                |            |      |               | India              | India              | 3                  |  |
|  |                |                |            |      |               | India              | India              | 3                  |  |
|  |                |                |            |      |               | Arabia Saudita     | Arabia Saudita     | 2                  |  |

### Finali 9º e 11º posto
|  | Semifinali          | Semifinali          | Semifinali          |                     |            | Finale 9º/10º posto  | Finale 9º/10º posto  | Finale 9º/10º posto  |  |
|  |                     |                     |                     |                     |            |                      |                      |                      |  |
|  | Kazakistan          | Kazakistan          | 3                   |                     |            |                      |                      |                      |  |
|  | Kazakistan          | Kazakistan          | 3                   |                     |            |                      |                      |                      |  |
|  | Hong Kong           | Hong Kong           | 0                   |                     |            |                      |                      |                      |  |
|  | Hong Kong           | Hong Kong           | 0                   |                     | Kazakistan | Kazakistan           | 3                    |                      |  |
|  |                     |                     |                     |                     | Kazakistan | Kazakistan           | 3                    |                      |  |
|  |                     |                     | Emirati Arabi Uniti | Emirati Arabi Uniti | 0          |                      |                      |                      |  |
|  | Qatar               | Qatar               | Emirati Arabi Uniti | Emirati Arabi Uniti | 0          | 2                    |                      |                      |  |
|  | Qatar               | Qatar               |                     |                     |            | 2                    |                      |                      |  |
|  | Emirati Arabi Uniti | Emirati Arabi Uniti | 3                   |                     |            | Finale 11º/12º posto | Finale 11º/12º posto | Finale 11º/12º posto |  |
|  | Emirati Arabi Uniti | Emirati Arabi Uniti | 3                   |                     |            |                      |                      |                      |  |
|  |                     |                     |                     |                     |            |                      |                      |                      |  |
|  |                     |                     |                     |                     |            | Hong Kong            | Hong Kong            | 0                    |  |
|  |                     |                     |                     |                     |            | Hong Kong            | Hong Kong            | 0                    |  |
|  |                     |                     |                     |                     |            | Qatar                | Qatar                | 3                    |  |

## Classifica finale
| Classifica | Squadre             | Qualificazione           |
| ---------- | ------------------- | ------------------------ |
|            | Corea del Sud       | Grand Champions Cup 2001 |
|            | Australia           |                          |
|            | Giappone            |                          |
| 4          | Cina                |                          |
| 5          | Iran                |                          |
| 6          | Taipei cinese       |                          |
| 7          | India               |                          |
| 8          | Arabia Saudita      |                          |
| 9          | Kazakistan          |                          |
| 10         | Emirati Arabi Uniti |                          |
| 11         | Qatar               |                          |
| 12         | Hong Kong           |                          |